# Nahuatl
Nahuatl (['naː.watɬ]; Nahuatl: Nahuatlahtolli, letterlijk 'heldere taal') is een taal die gesproken wordt door de Nahua, oorspronkelijke bewoners van het huidige Mexico en andere delen van Midden-Amerika. Het was ook de taal die gesproken werd door de Tolteken en Azteken. Het wordt gesproken door anderhalf miljoen mensen, die hoofdzakelijk in de staten Puebla, Veracruz, Hidalgo, Mexico en Guerrero leven. Nagenoeg alle Nahuatlsprekenden, behalve de alleroudsten, zijn tweetalig; naast Nahuatl heeft men een actieve kennis van het Spaans. Over het algemeen vertoont het moderne Nahuatl een sterke invloed van het Spaans.

## Classificatie
Nahuatl behoort tot de Uto-Azteekse taalfamilie. Deze familie wordt door Joseph Greenberg ingedeeld in een Amerindische taalfamilie, die vrijwel alle oorspronkelijke talen van Amerika zou omvatten, maar die theorie wordt door de meeste taalkundigen niet geaccepteerd. Andere Uto-Azteekse talen zijn onder andere Ute, Comanche, Pima, Tarahumara en Shoshone.
Het Nahuatl is onderdeel van de zuidelijke subgroep van de Uto-Azteekse taalfamilie, bestaande uit de Sonoraanse talen en de Azteekse talen. Het Nahuatl vormt die laatste groep, samen met het Pochuteeks en het Pipil dat in El Salvador wordt gesproken. Het Pochuteeks en Pipil zijn in het eerste millennium van het Nahuatl afgescheiden, en worden wel als dialecten van het Nahuatl gezien.
De Uto-Azteekse volkeren zijn rond het jaar 600 Mexico binnengetrokken, mogelijk eerder. De Azteekse talen hebben zich sinds die tijd sterk van de andere Uto-Azteekse onderscheiden door de opname van tal van kenmerken van de Meso-Amerikaanse sprachbund, waaronder relationele naamwoorden, constructies die bezit aangeven en leenvertalingen. Deze kenmerken, waarschijnlijk afkomstig van de Oto-Manguetalen worden niet gedeeld met de andere Uto-Azteekse talen.

## Kenmerken
Het Nahuatl kent hoofdmarkering en is een agglutinerende taal. Er is geen vast verschil tussen zinsdelen en woorden. Een woord bestaat meestal uit een prefix, vervolgens meerdere stamconcepten, en een suffix.
Voorbeeld:
nimitzittaz - tot ziens.
Dit woord is opgebouwd rond het syntactisch hoofd itta, zien. Ni- geeft aan dat het om de eerste persoon enkelvoud gaat, dus "ik zie". -Mitz- is een zogenaamd prefixobject van de tweede persoon, met andere woorden: het lijdend voorwerp is 'jou', dus "ik zie jou". De -z ten slotte geeft aan dat het in de toekomstige tijd staat, dus "ik zal jou zien".
Men kan zoveel stamconcepten plaatsen als men wil, met elk een lettergreep zoals vereist. Daardoor worden sommige Nahuatl-woorden erg lang. Een voorbeeld is nehualmoyecastemojmolunijtzinutinemisquiöni uit het Tetelcingo Nahuatl, hetgeen betekent "U allen had hiernaartoe kunnen komen en daarbij uw neus tot bloedens toe kunnen stoten, maar dat deed u niet".
Dit soort lange woorden en lettercombinaties zoals tl bezorgden Nahuatl bij Europeanen een reputatie van onuitspreekbaarheid. Daarom wordt er in fictie weleens pseudo-Nahuatl gebruikt. De agglutinatie betekent ook dat woorden gemaakt kunnen worden tijdens het spreekproces.
Een ander opvallend verschijnsel is het verschil tussen beweeglijke en onbeweeglijke zelfstandige naamwoorden. Beweeglijke zelfstandige naamwoorden zijn mensen, dieren en een beperkt aantal andere begrippen. Alle andere zelfstandige naamwoorden zijn onbeweeglijk. Onbeweeglijke zelfstandige naamwoorden hebben geen meervoud. Als het om een groot aantal gaat kan men er eventueel het woord huel, wat zoiets betekent als "veel", voorzetten. "Pijlen" bijvoorbeeld, zou dan huel mitl (letterlijk: veel pijl) worden.
Verder komen er in het Nahuatl geen koppelwerkwoorden voor. In plaats daarvan vervoegt men zelfstandige en bijvoeglijke naamwoorden als werkwoord.

Voorbeeld:
pilli (prins, edelman)

nipilli - ik ben een prins (lett. ik prins)
tipilli- jij bent een prins (jij prinst)
pilli - hij is een prins (hij prinst)
tipiltin - wij zijn prinsen (wij prinsen)
anpiltin - jullie zijn prinsen (jullie prinsen)
piltin - zij zijn prinsen (zij prinsen)
Veel namen van plaatsen in Mexico eindigen op -co, -pan en -tla(n). Deze plaatsnamen zijn uit het Nahuatl afkomstig. -Co, -pan en -tlan zijn locatieven in het Nahuatl. Het eveneens veelvoorkomende achtervoegsel -cingo is ook uit het Nahuatl, het is een combinatie van de suffixen -tzin (eerbiedsvorm) en -co. Tenanco ten slotte, komt van te (bezittelijk prefix), nantli (moeder) en -co. Deze plaatsen zijn meestal verwijzingen naar oude godinnen of de maagd Maria.

## Schrift
Het Nahuatl werd oorspronkelijk geschreven in een rebusachtig schrift. Tegenwoordig wordt het echter in het Latijnse alfabet geschreven. Nahuatl heeft verschillende spellingen. De belangrijkste typen zijn de 'klassieke' en de 'moderne'. De klassieke vindt zijn oorsprong bij frater Bernardino de Sahagún. Hij was een van de eersten die Nahuatl op schrift stelde. Deze spelling gaat uit van het Spaans. Er zijn echter klanken die in het Spaans niet, maar in het Nahuatl wel voorkomen. Die worden dan kunstmatig weergegeven. De moderne spelling probeert dat te verhelpen. Zo worden hu en uh als w weergegeven, c als s of k en z als s. Met de moderne spelling wordt Nahuatl dus als Nawatl geschreven en Mexico als Mexiko. De Nahuatl-versie van de Universele Verklaring van de Rechten van de Mens is een voorbeeld van een tekst met een moderne spelling. Door sommige Nahua wordt de klassieke spelling wel als een vorm van taalimperialisme gezien.

## Sprekers
| Sprekers per staat, absoluut en relatief | Sprekers per staat, absoluut en relatief | Sprekers per staat, absoluut en relatief |
| ---------------------------------------- | ---------------------------------------- | ---------------------------------------- |
| Federaal District                        | 37.450                                   | 0,44%                                    |
| Guerrero                                 | 136.681                                  | 4,44%                                    |
| Hidalgo                                  | 221.684                                  | 9,92%                                    |
| Mexico                                   | 55.802                                   | 0,43%                                    |
| Morelos                                  | 18.656                                   | 1,2%                                     |
| Oaxaca                                   | 10.979                                   | 0,32%                                    |
| Puebla                                   | 416.968                                  | 8,21%                                    |
| San Luis Potosí                          | 138.523                                  | 6,02%                                    |
| Tlaxcala                                 | 23.737                                   | 2,47%                                    |
| Veracruz                                 | 338.324                                  | 4,90%                                    |
| Rest van Mexico                          | 50.132                                   | 0,1%                                     |
|                                          |                                          |                                          |
| Totaal                                   | 1.448.937                                | 1,49%                                    |

Aantal sprekers van het Nahuatl per staat

Een oude benaming voor Nahuatl is Mexicaans. Deze benaming wordt tegenwoordig nauwelijks nog gebruikt, behalve door de Nahuatltaligen zelf. Zij noemen zichzelf Mexihcah, of Mexicanos in het Spaans. Het is ook nog terug te vinden in woorden die naar het Nahuatl verwijzen. Zo worden Nahuatl-woorden die in andere talen zijn opgenomen Mexicanismen genoemd, en personen die het Nahuatl bestuderen Mexicanisten.
Tegenwoordig zijn er circa 1,5 miljoen sprekers van het Nahuatl, dat is meer dan enige andere Indiaanse taal in Mexico en zelfs in geheel Noord-Amerika. Het is echter niet de meest gesproken Indiaanse taal. Enkele talen in Zuid-Amerika, waaronder Guaraní en Quechua hebben nog meer sprekers dan het Nahuatl. Het klassieke Nahuatl is uiteengevallen in verschillende dialecten, die niet altijd meer onderling verstaanbaar zijn. Dit is vergelijkbaar met het Latijn dat is uiteengevallen in de Romaanse talen. Het dialect met de meeste sprekers, ongeveer 450.000, is het Nahuatl van de Oostelijke Huasteca, dat in Hidalgo, het westen van Veracruz en het noorden van Puebla wordt gesproken. Sommige varianten hebben minder dan honderd sprekers, en zullen vermoedelijk binnen een generatie uitsterven.
Geen enkel dialect komt meer volledig overeen met het klassieke Nahuatl. De dialecten die in en rond het Dal van Mexico worden gesproken komen dichter in de buurt van het klassieke Nahuatl dan de perifere variëteiten. Alle dialecten zijn beïnvloed door het Spaans, het meeste qua woordenschat. Een goed voorbeeld hiervan is de afscheidsgroet hasta moxtla, die tegenwoordig door veel sprekers van het Nahuatl gebruikt wordt. Hasta is Spaans voor 'tot', en moxtla is Nahuatl voor morgen. Opmerkelijk is verder dat de kennis over vloeken in het Nahuatl bijna geheel verloren was gegaan. Spaanse missionarissen die het Nahuatl voor het eerst vastlegden hebben ongetwijfeld informatie over vloeken gekregen, maar vonden het niet fatsoenlijk dat op te schrijven. Tegenwoordig zijn vloeken in het Nahuatl vervangen door Spaanstalige vloeken.
Tijdens de precolumbiaanse periode was het de taal van de Azteken en eerder van de Tolteken. Recente ontdekkingen wijzen erop dat het ook weleens de taal van Teotihuacán geweest kan zijn. Bovendien diende het Nahuatl als lingua franca voor heel Meso-Amerika. Het aantal sprekers moet dan ook aanzienlijk zijn geweest, mogelijk tientallen miljoenen. Ook na de Spaanse verovering bleef het Nahuatl nog lange tijd een invloedrijke taal. Door Nahuatl te leren konden Spaanse missionarissen meteen alle stamhoofden proberen te bekeren.

## Letterkunde
Het Nahuatl is een van de best bestudeerde indiaanse talen. Er is een relatief groot aantal pre-Spaanse geschriften bewaard gebleven. Voorbeelden zijn de gedichten van Nezahualcoyotl. Na de Spaanse verovering hebben enkele Azteken de geschiedschrijving van hun volk in het Nahuatl op schrift gesteld. Een voorbeeld van zo'n schrijver is Fernando de Alva Ixtlilxochitl. Ook enkele Spaanse missionarissen zijn erg actief geweest in het verzamelen van Nahuatl teksten. Bekende namen op dit gebied zijn Bernardino de Sahagún en Peter van Gent. Prominente Mexicanisten van later datum zijn Wilhelm von Humboldt, Ángel María Garibay en Miguel León-Portilla.

## Invloed op andere talen
Het Nahuatl heeft meer woorden toegevoegd aan vreemde talen dan de meeste andere indiaanse talen. Daar de Azteken de eerste grote Indiaanse beschaving waren die door Europeanen is onderworpen, zijn woorden voor veel namen voor typisch Amerikaanse zaken die de Europeanen vreemd waren aan hun taal ontleend.
Nahuatl woorden die wij kennen in het Nederlands zijn onder meer "avocado", "axolotl", "chili", "chocolade", "coyote", en "tomaat". In het Mexicaans Spaans zijn honderden tot duizenden woorden uit het Nahuatl opgenomen en ook veel plaatsnamen in Mexico en Centraal-Amerika, waaronder de landen Mexico (Mexihco), Guatemala (Cuauhtemallan) en Nicaragua (Nicanahuac) zijn ontleend aan het Nahuatl. Opvallend is ook dat ongeveer 250 woorden uit het Nahuatl zijn opgenomen in het Tagalog, een taal die op de Filipijnen wordt gesproken. Dit komt doordat Mexico tijdens de koloniale periode uitgebreide handelscontacten met de Filipijnen onderhield.